# 吸血鬼數
從合成數v開始,該合成數需有偶數n個位,然後用v的各個數字組成兩個n/2個位的正整數x和y(x和y不能同時以0為個位數).若x和y的積，剛好就是v，那麼v就是吸血鬼數（vampire number），而x和y則稱為尖牙。
例如1260是吸血鬼數，21和60是其尖牙，因為21×60=1260。可是126000=210×600卻非，因為210和600都以0為個位數。又例如1023是31和33的積，但31和33並沒有用到原數的所有數字(並沒有用到0及2)，所以1023不是吸血鬼數。
吸血鬼數是傅利曼數的一種。
吸血鬼數可能只有有限個，因為尖牙不能都以0結尾。
1994年柯利弗德·皮寇弗在Usenet社群sci.math的文章中首度提出吸血鬼數。後來皮寇弗將吸血鬼數寫入他的書Keys to Infinity的第30章。
最初几个吸血鬼数为：
1260, 1395, 1435, 1530, 1827, 2187, 6880, 102510, 104260, 105210, 105264, 105750, 108135, 110758, 115672, 116725, 117067, 118440, 120600, 123354, 124483, 125248, 125433, 125460, 125500, ... （OEIS數列A014575）
一個吸血鬼数可以多對尖牙,例如
125460=204×615=246×510
13078260=1620×8073=1863×7020=2070×6318 
16758243290880=1982736×8452080=2123856×7890480=2751840×6089832=2817360×5948208

## 變體
偽吸血鬼數和一般吸血鬼數不同之處在於其尖牙不強制是n/2個位的數，故偽吸血鬼數的位數可以是奇數 , 偽吸血鬼數也是傅利曼數的一種。
2002年Carlos Rivera定義了質吸血鬼數：尖牙是質因子的吸血鬼數，例如117067, 124483, 146137, 371893, 536539。

## 外部連結
- 皮寇弗首次發表吸血鬼數的文章
- Vampire numbers